# Zoofilia (botanica)
In botanica con il termine zoofilia si indicano le relazioni mutualistiche tra vegetali e animali, come ad esempio la disseminazione zoocora o la zoogamia (impollinazione zoofila).
Analogamente i termini «zoofilo» e «zoofila» indicano una pianta o fiore che presenta zoofilia.